# Kättilsmåla
Kättilsmåla is een plaats in de gemeente Karlskrona in het landschap Blekinge en de provincie Blekinge län in Zweden. De plaats heeft 238 inwoners (2005) en een oppervlakte van 37 hectare.